# Locomotive-tender

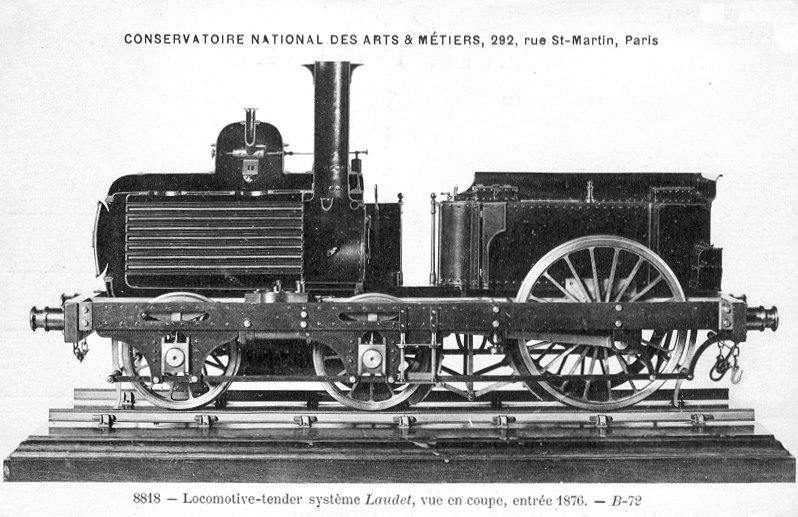
Vue en coupe longitudinale d'une locomotive-tender, conçue par M. G. Laudet en 1876 (conservatoire national des Arts et Métiers).

Une locomotive-tender est une locomotive à vapeur dont les réserves d'eau et de combustible ne sont pas emportées sur un tender tracté, mais sur la locomotive elle-même.

## Description
Sur ce type de locomotive, les réservoirs d'eau (appelés aussi caisses à eau) sont disposés de chaque côté de la chaudière à l'emplacement des tabliers. Le charbon est stocké dans une soute accolée à l'abri, généralement à l'arrière, mais sur les locomotives pour voie étroite de petites dimensions, la soute à charbon est logée dans la partie arrière de la caisse à eau, côté chauffeur.
Certaines locomotives-tenders de manœuvres britanniques et américaines appelées saddle tank, présentent la particularité d'avoir une unique caisse à eau qui enjambe le corps de la chaudière, ce qui augmente sensiblement le volume d'eau transportable et donc l'autonomie du véhicule.
Quelques séries de machines-tender furent obtenues par tenderisation  de locomotives à tender séparé comme les 2-141 TA 1 à 37.
Les machines pour voie étroite sont très souvent des locomotives-tender.

## Utilisation et services
L'absence de tender est une condition favorable pour faciliter les manœuvres et faciliter la conduite de la locomotive en marche arrière. En principe, le poids adhérent est supérieur à une configuration avec tender séparé. C'est cependant une condition défavorable pour l'autonomie, la capacité en eau et en charbon restant plus faible que dans une configuration à tender séparé.
Les machines de cette catégorie sont en général des machines astreintes à fonctionner aussi bien en marche avant qu'en marche arrière, en économisant le temps passé à la plaque tournante, si tant est qu'on en dispose localement : fonctionnement intensif avec une autonomie réduite. On les trouvait donc comme machines de service de manœuvre et d'embranchement (2-050 TQ), de traction et pousse de trains de banlieue (3-141 TC) pour lesquels ces machines furent équipées de la réversibilité, ainsi que pour la traction de trains sur lignes difficiles à faibles rayons (4-141 TA), bien qu'après la catastrophe de Saint-Mandé du 26 juillet 1891 d'aucuns aient dénoncé les risques pour la sécurité de la circulation cabine en avant de ce type de machine.

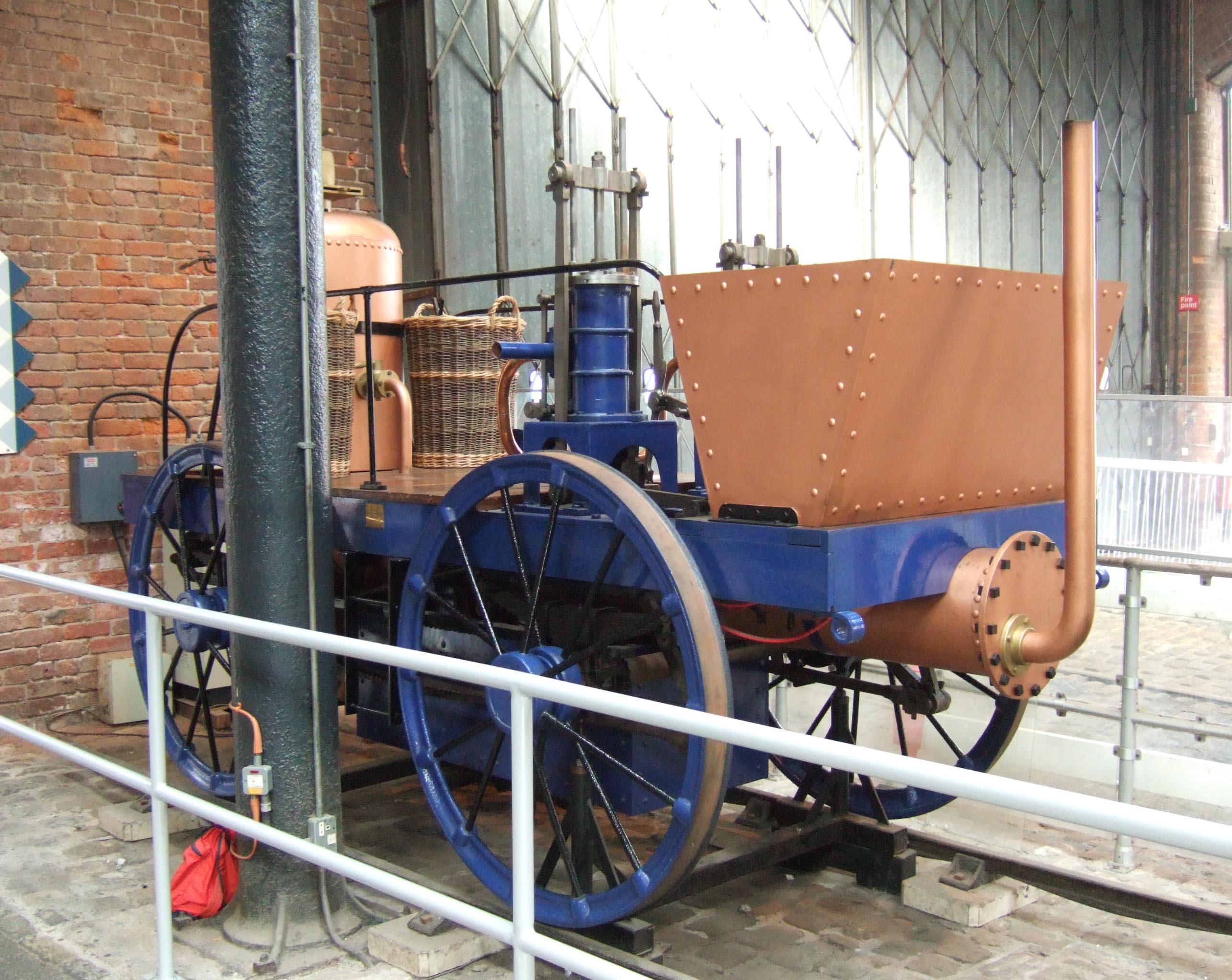
Un ancêtre : la Novelty de John Ericsson (1829).
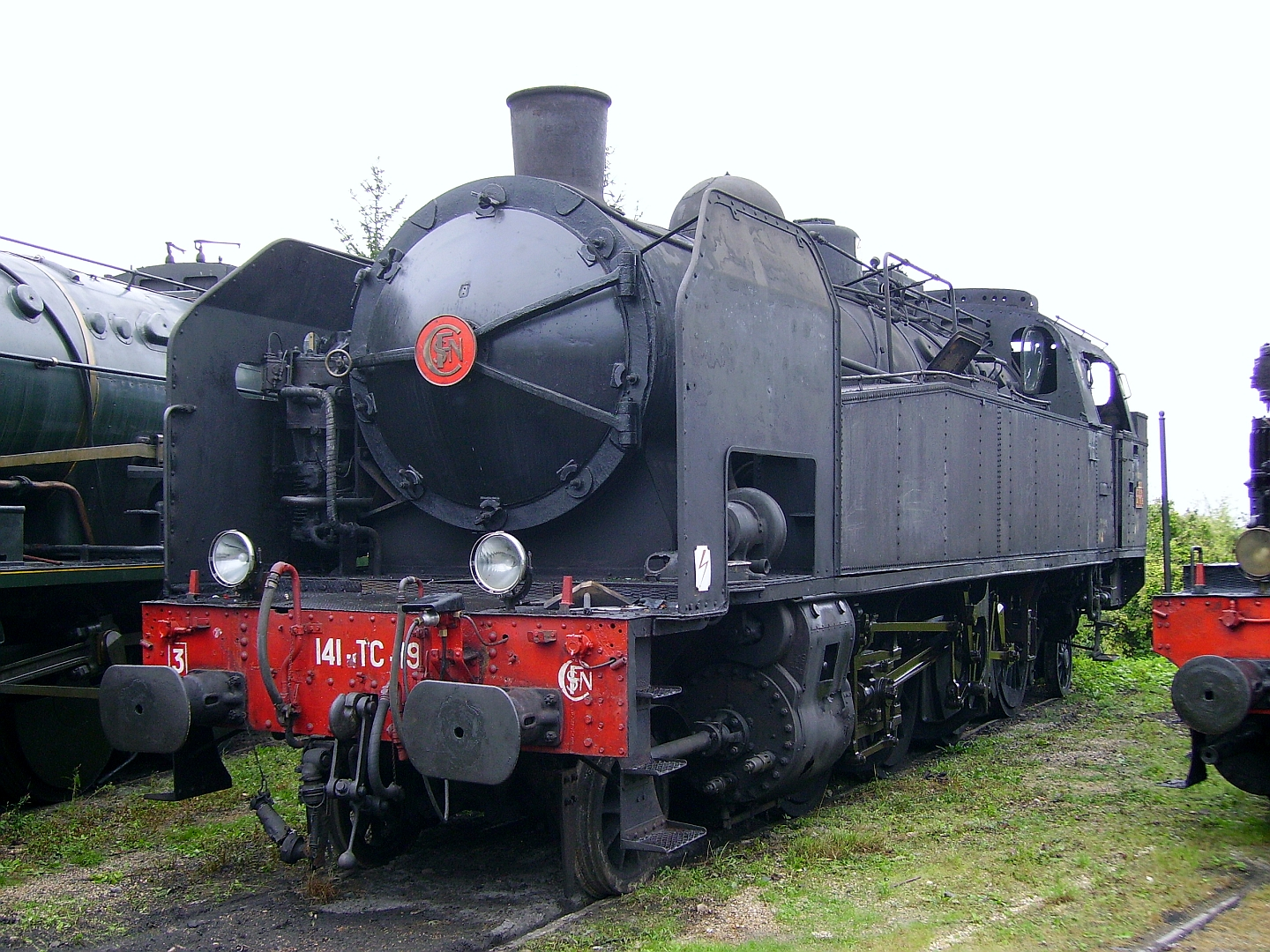
Avant de la locomotive-tender 141 TC 19.
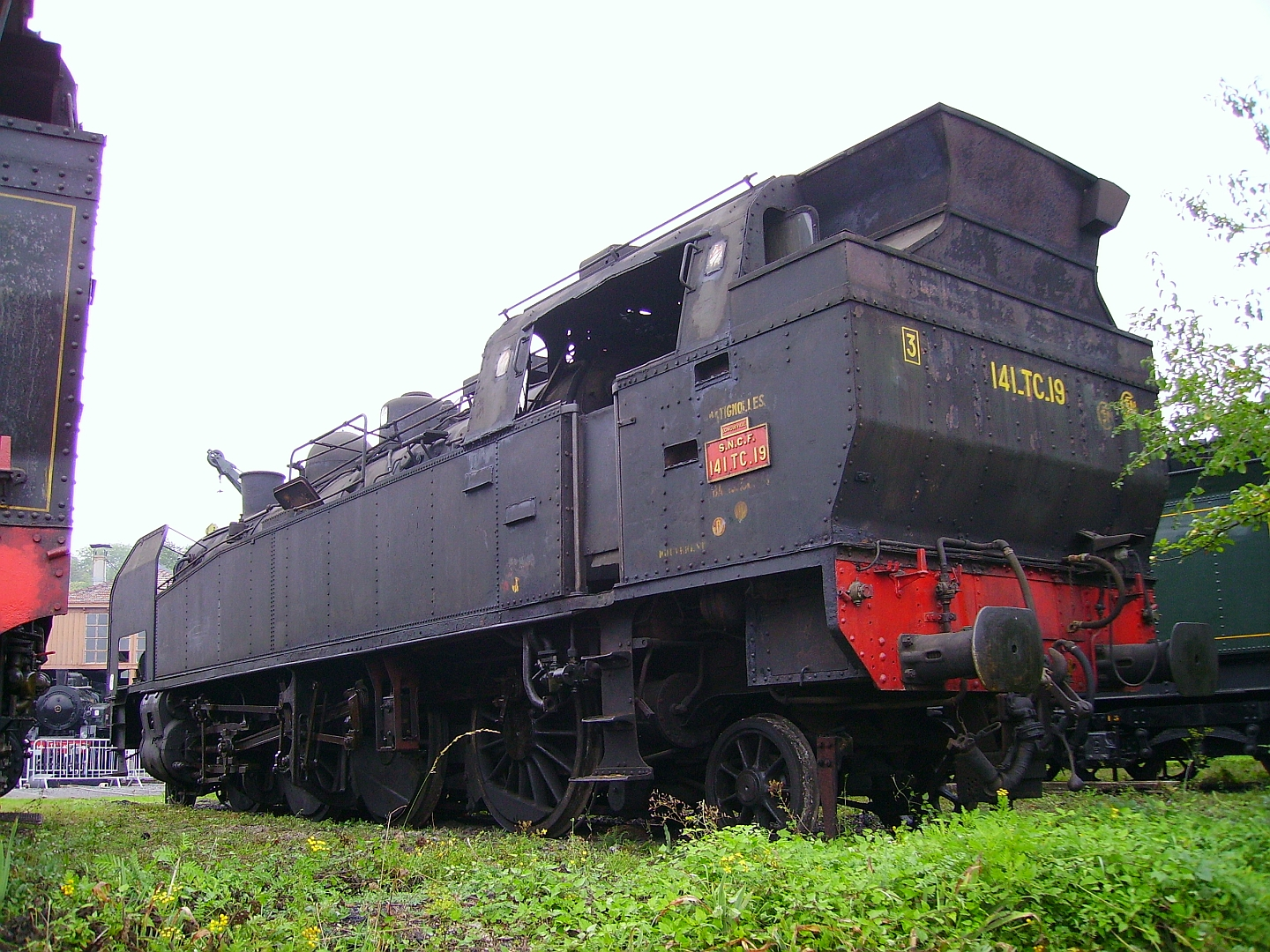
Arrière de la locomotive-tender 141 TC 19.
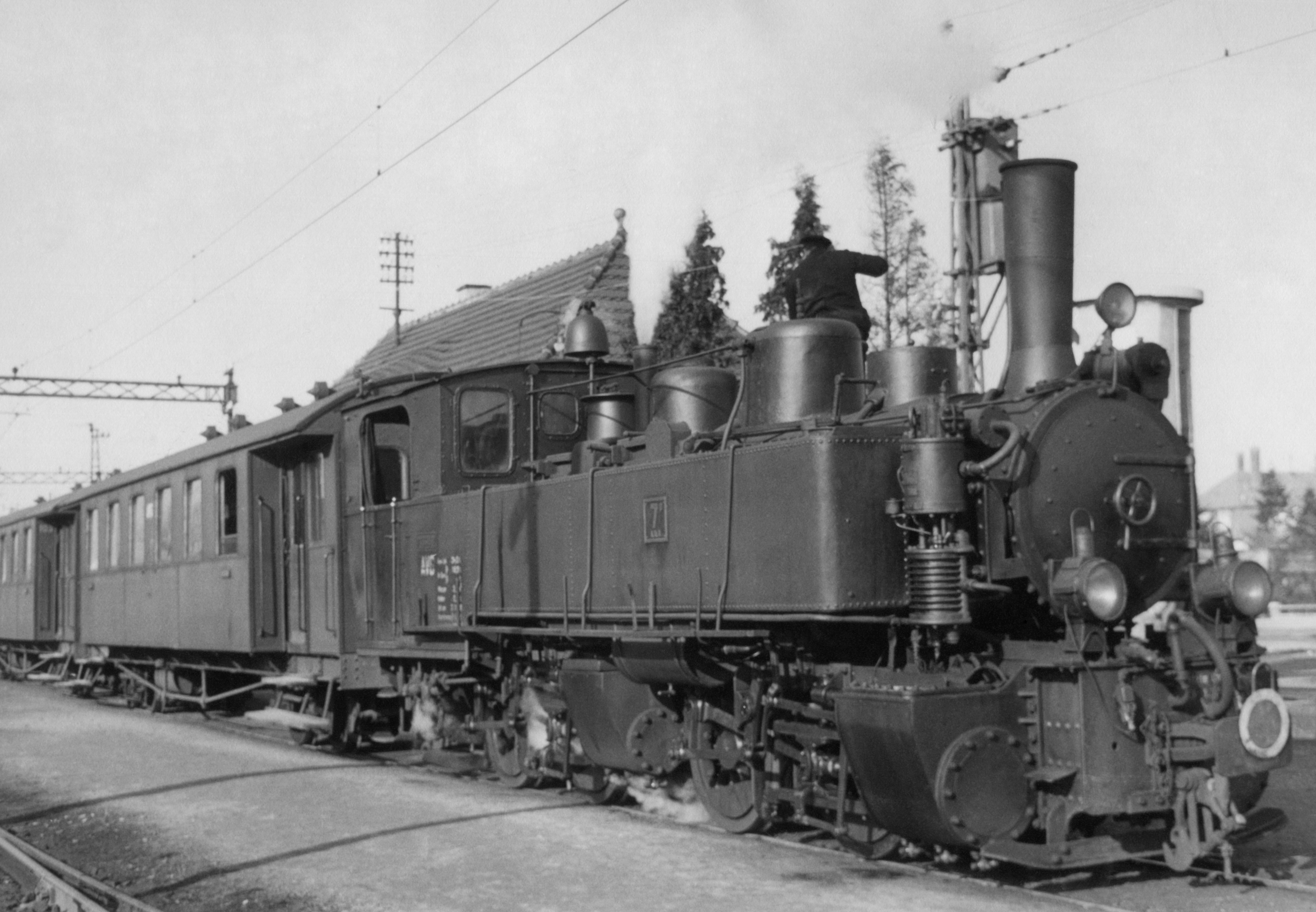
La locomotive-tender type Mallet B.L.E.A.G. 5 bis 8 (de) dans une gare de Karlsruhe, Allemagne. Mars 1958.

## Notation
Dans les classifications française et suisse, ainsi que dans la classification Whyte, la lettre T est ajoutée après le numéro de classe.